# Woll-Rindeneule

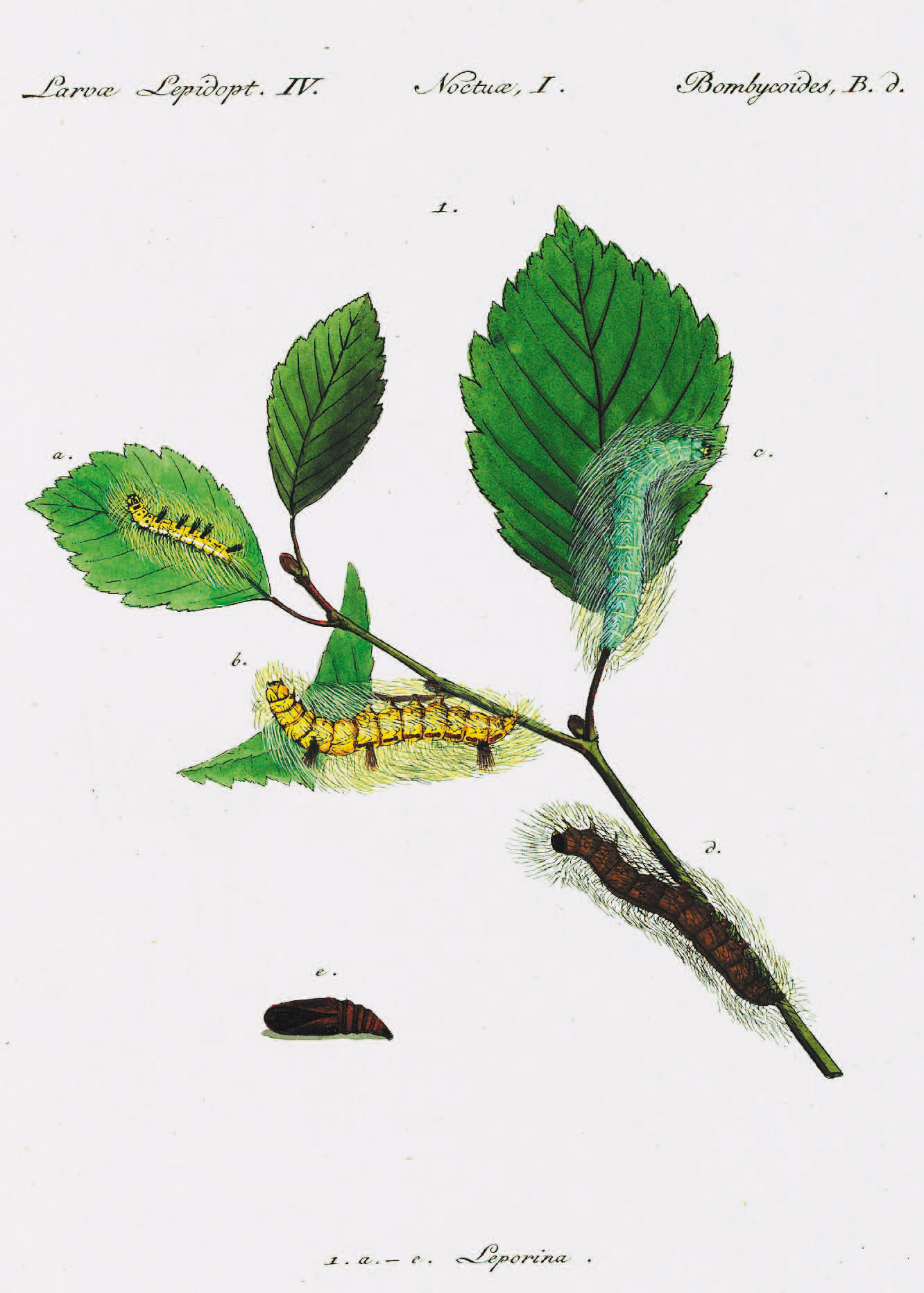
Verschiedene Präimaginalstadien der Woll-Rindeneule aus Jacob Hübner, Geschichte europäischer Schmetterlinge

Die Woll-Rindeneule (Acronicta leporina) ist ein Schmetterling (Nachtfalter) aus der Familie der Eulenfalter (Noctuidae). Im deutschen Sprachraum wird die Art auch als Pudel bezeichnet.

## Merkmale
Die Woll-Rindeneule erreicht eine Flügelspannweite von 38 bis 43 Millimetern bzw. 34 bis 45 mm. Die Vorderflügel besitzen eine rein weiße bis hellgraue Grundfärbung, bei der nur Reste der Querlinien und Makelumrandungen schwarz erhalten geblieben sind. In einigen Gebieten kommen aber auch mehr oder weniger verdunkelte Exemplare vor. Es ist ein kurzer und schmaler Wurzelstrich vorhanden; ein kurzer tornal Strich ist nur angedeutet. Die innere Querlinie ist nur durch zwei schwarze Punkte angedeutet. Die äußere gezackte Querlinie ist schwarz gezeichnet und einfach, aber oft ebenfalls nur durch Punkte angedeutet. Der Mittelschatten ist nur am Vorderrand durch einen schwarzen Fleck angedeutet, die Saumlinie durch eine Reihe sehr kleiner schwarzer Punkte. Die Ringmakel ist nur sehr klein oder fehlt ganz. Die Nierenmakel ist selten ganz umrandet, meist nur ein Halbkreis und durch einen Mittelstrich markiert. Die Fransen sind weiß mit schmalen interneuralen Strichen. Die Hinterflügel des Männchens sind weiß, der Diskalfleck ist schwach zu sehen. Beim Weibchen sind einige Adern der Hinterflügel schwarz, außerdem ist eine Mittellinie entwickelt und der Diskalfleck ist relativ deutlich. Die Fransen sind weiß oder grau. Die Unterseiten der Flügel der Männchen sind weiß, bei den Weibchen grau. Bei den Weibchen sind äußere Querlinie und Diskalfleck vorhanden, bei den Männchen nur ein Diskalfleck. Selten treten Exemplare in Erscheinung, bei denen das Saumfeld verdunkelt ist oder bei denen die Flügel gleichmäßig grau bestäubt sind.
Die Eier sind zunächst gelb, später verfärben sie sich zu einem violetten Braun. Sie haben eine niedrige Kegelform und sind durch den flachen Rand sehr unauffällig. Die Oberfläche ist mit sehr unregelmäßigen, kräftigen Längsrippen bedeckt.
Die Raupen erreichen eine Länge von bis zu 37 Millimetern, sie sind grün oder gelb und ab dem vierten Stadium mit langen weißen oder grauen (südliche Exemplare) bzw. gelben (nördliche Exemplare) Seidenhaaren versehen. Auf dem vierten, sechsten, achten und elften Segment sitzt je ein dünnes, schwarzes Haarbüschel. Bei erwachsenen Raupen erinnert die schützende Behaarung an ein Gespinst, dessen Färbung variabel ist. Vor der Verpuppung verdunkelt sich der Raupenkörper und die Behaarung wird schwarz.
Die Puppe ist dunkelrotbraun. Der Kremaster weist ein Borstenbüschel auf, dessen Borsten jeweils nach außen weisen.

## Geographische Verbreitung und Lebensraum
Die Woll-Rindeneule ist nahezu in ganz Europa verbreitet. Das Verbreitungsgebiet reicht vom Süden Spaniens, Mittelitalien und Bulgarien bis Schottland und das mittlere Skandinavien, wobei in Finnland und Norwegen der Polarkreis überschritten wird.  Außerhalb Europas sind nur Nachweise aus Nordafrika bekannt. In der östlichen Paläarktis und der Nearktis wird die Woll-Rindeneule durch die früher als Unterart bekannte Acronicta vulpina (Grote, 1883) ersetzt. Ungeklärt ist bisher der östliche Verlauf der Verbreitungsgrenze in Russland und ob ein Überschneidungsareal mit Acronicta vulpina existiert.
Bergmann bezeichnet die Woll-Rindeneule als Leitart von lichten Pappel-Birkengebüschfluren in der sonnigen Randzone von moorigen Laubmengwäldern in Tälern von Sandlandschaften der Hügelstufe. In den Alpen steigt sie bis über 1600 m über NN an.

## Lebensweise
Die Woll-Rindeneule bildet eine Generation im Jahr, deren Falter von Mai bis September fliegen. Für mehrere Naturräume Baden-Württembergs wurden zwei Abundanzmaxima festgestellt, wobei noch nicht geklärt werden konnte, ob es sich hierbei um eine zweite Generation oder um spät geschlüpfte Tiere einer einzigen Generation handelt. Die Raupen können von Juli bis September angetroffen werden.
Die Falter ruhen tagsüber an den Stämmen von Birken, nachts erscheinen sie an zuckerhaltigen Ködern und am Licht. Die Eier werden einzeln auf Blättern abgelegt. Nach der Eiablage schlüpfen die Raupen nach etwa sieben Tagen. Sie sind tag- und nachtaktiv und leben einzeln oder in kleinen Gruppen offen auf Espen (Populus tremula), Birken (Betula), Weiden (Salix), Liguster (Ligustrum), Eschen (Fraxinus), Erlen (Alnus), Linden (Tilia) und Haseln (Corylus). Sie sitzen gewöhnlich an der Blattunterseite  und ruhen in aufgerolltem Zustand unter den Blättern. Im ersten Raupenstadium verursachen sie nur Fensterfraß. Vor der Verpuppung laufen die Raupen einige Zeit umher, um einen geeigneten Verpuppungsplatz zu finden. Sie fertigen wie andere Acronicta-Arten Kokons aus Rinden und Holzteilchen oder bohren sich gern in morsches Holz ein, dessen Gang mit Raupenhaaren verschlossen wird.
Die Puppen überwintern und überliegen manchmal ein oder zwei Jahre.

## Systematik
Acronicta leporina wird von Fibiger et al. (2009) zur Nominatuntergattung Acronicta gestellt. Zahlreiche Nachweise aus Asien und aus Nordamerika werden heute anderen Arten zugewiesen oder als selbständige Arten betrachtet.

## Bilder

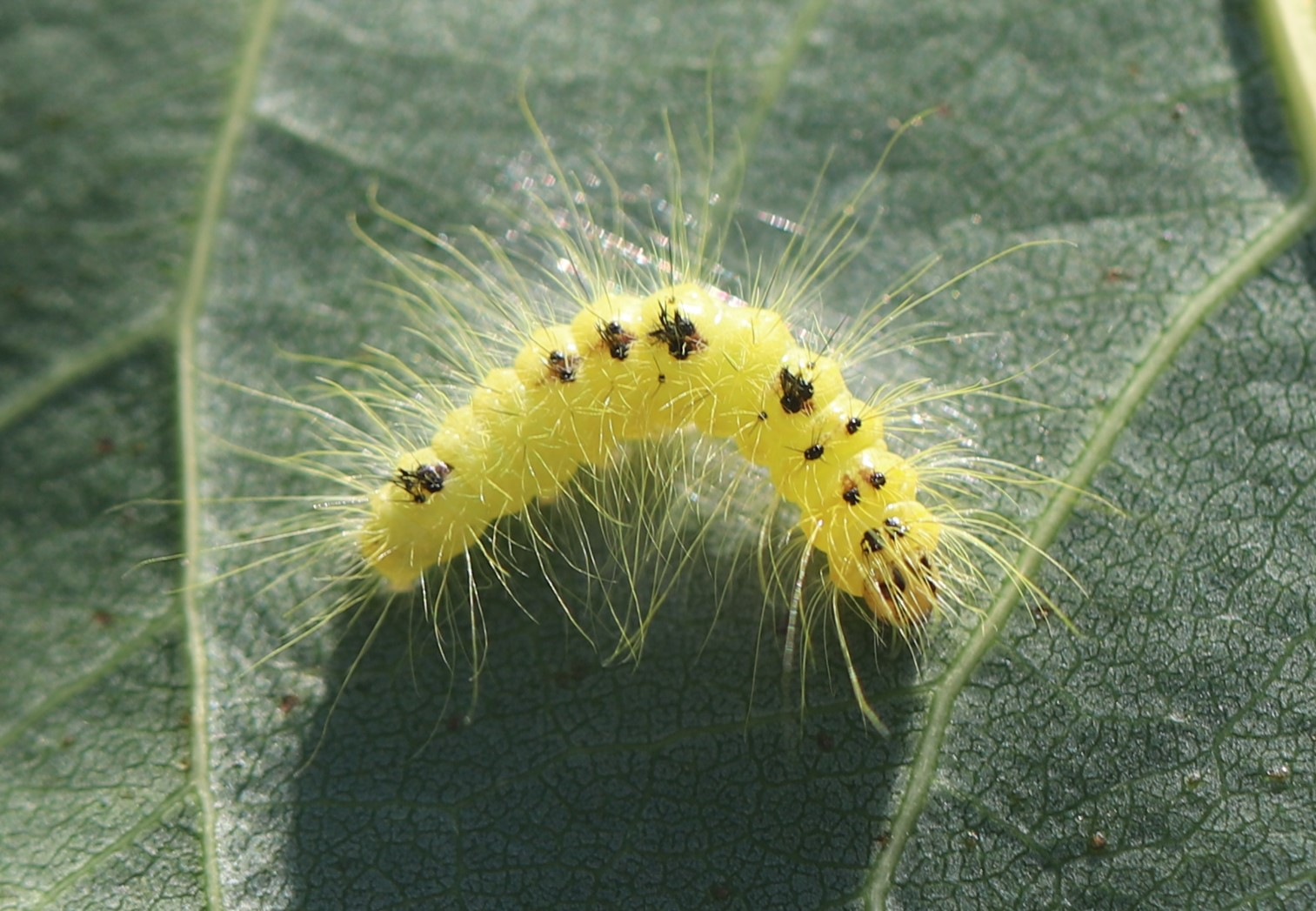
Jungraupe an Schwarzpappel (19. August 2023)
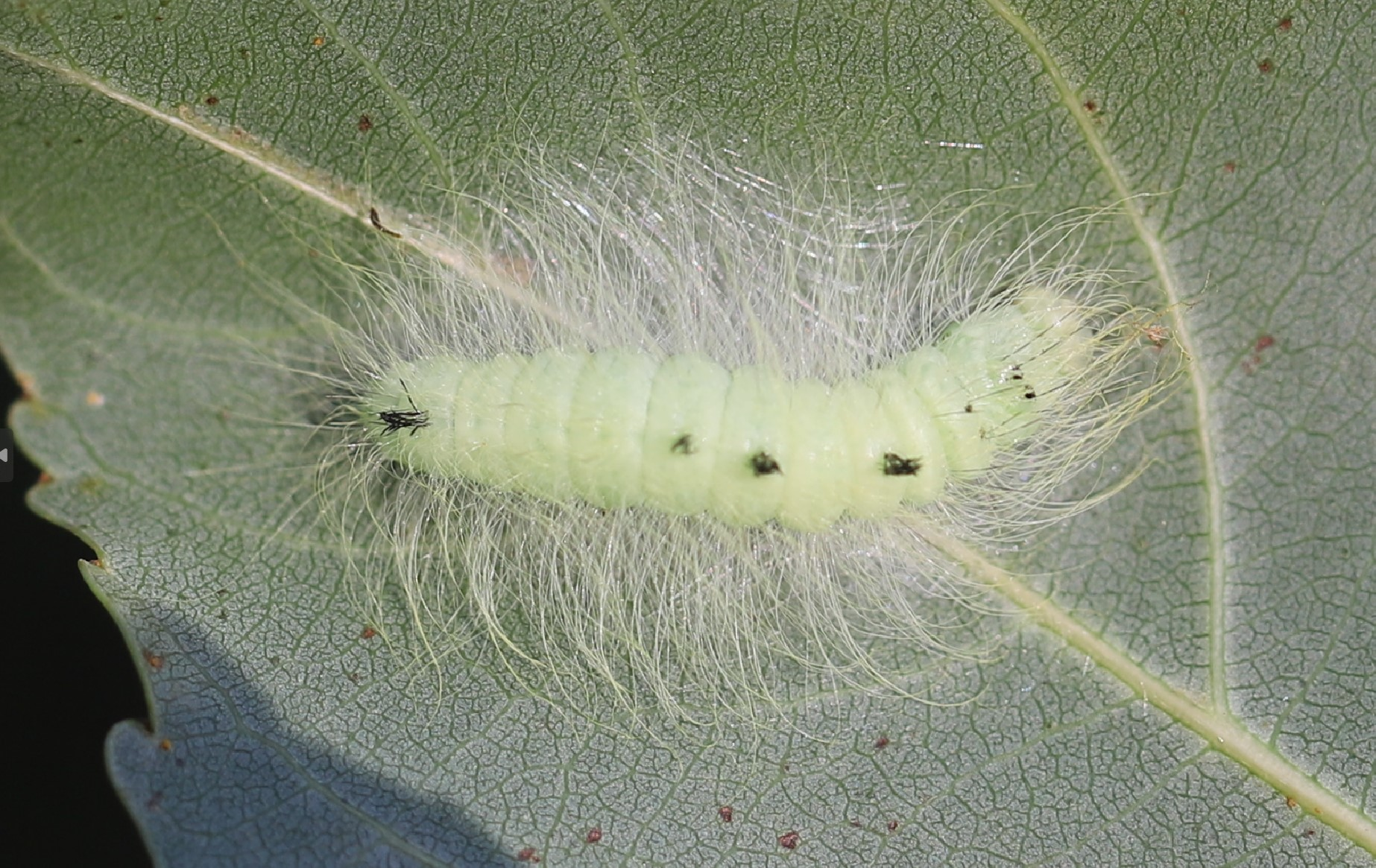
Raupe an Schwarzpappel (23. August 2023)
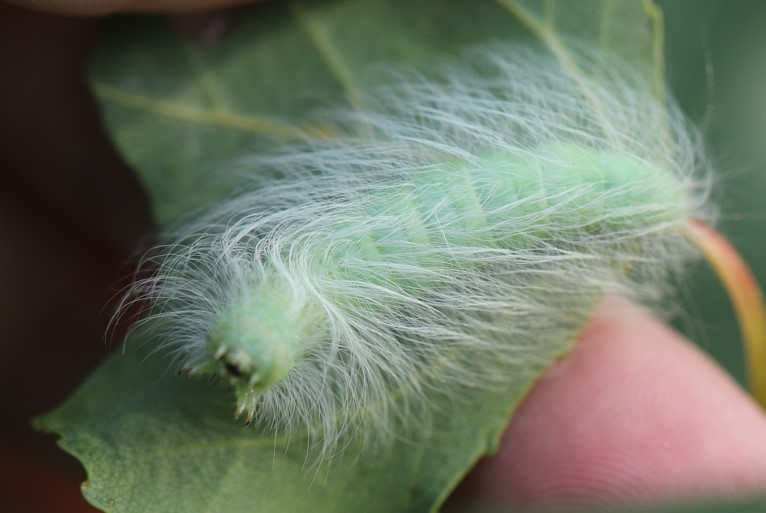
Reife Raupe an Schwarzpappel (30. August 2023)
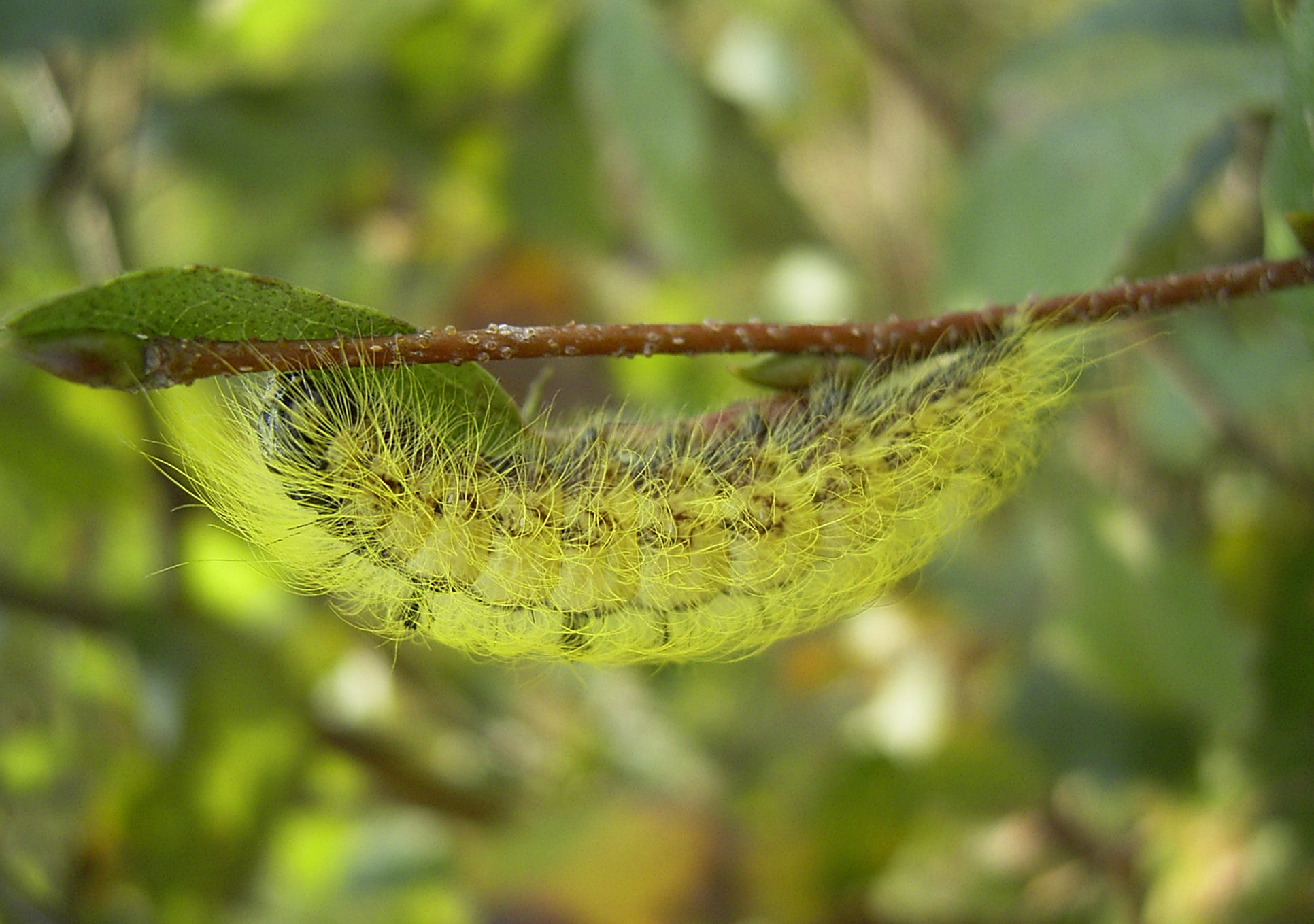
Raupe der Woll-Rindeneule
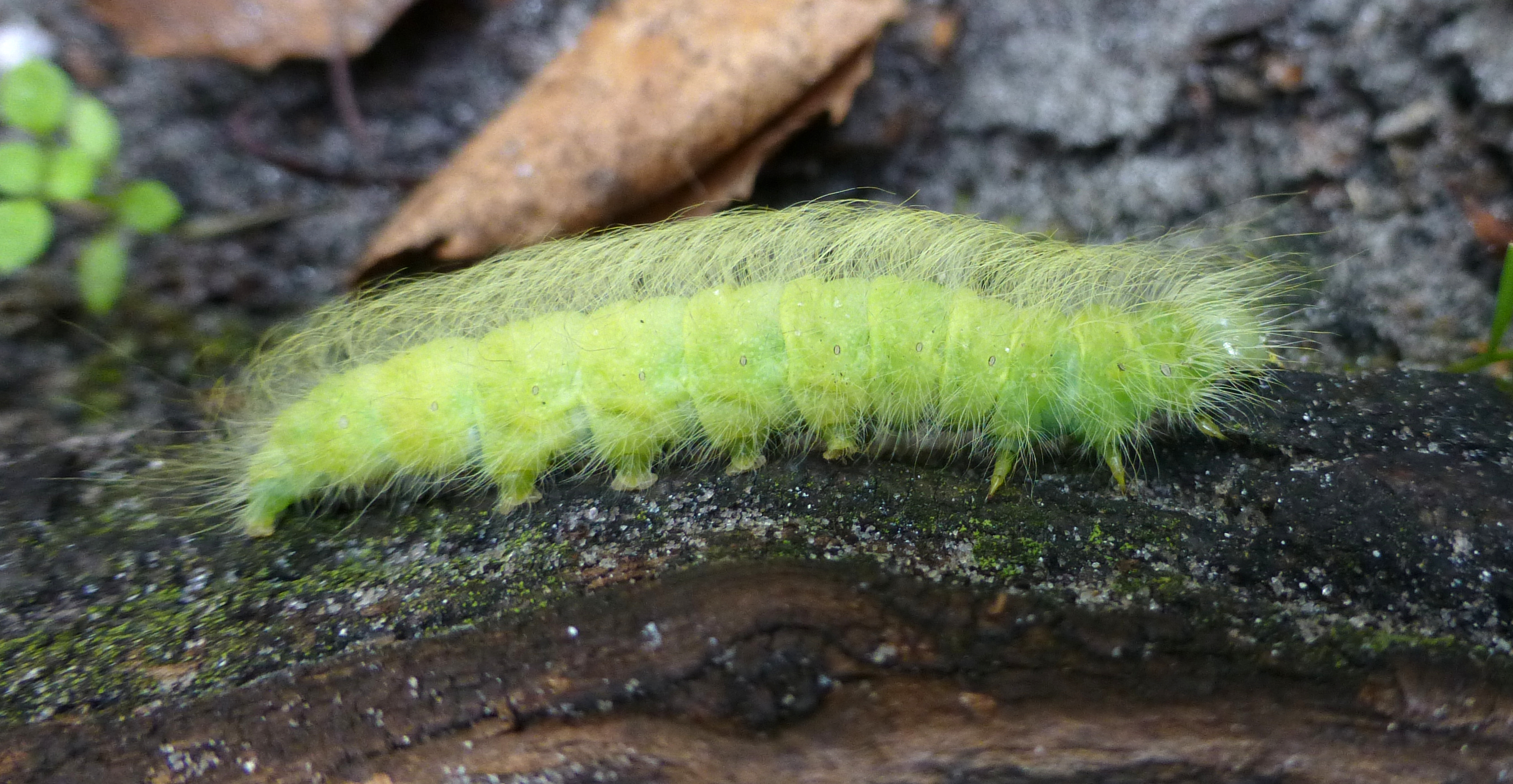
Raupe der Woll-Rindeneule